# Mainà de Seram
El mainà de Seram (Basilornis corythaix) és una espècie d'ocell de la família dels estúrnids (Sturnidae) que habita els boscos de l'illa de Seram, a les Moluques (Indonèsia). El seu estat de conservació es considera de risc mínim.